# 이원 (시인)
이원(1968년 ~ )은 대한민국의 시인이다. 1968년 경기도 화성에서 태어나, 서울예술대학 문예창작과를 졸업하고 동국대학교 문화예술대학원 문예창작학과에서 석사학위를 받았다. 1992년 《세계의문학》 가을호에 〈시간과 비닐봉지〉 외 3편을 발표하며 시단에 나왔다.

## 약력
1992년 《세계의문학》에 〈시간과 비닐봉지〉 외 3편을 발표하며 시단에 나왔다. 2002년 제7회 현대시학작품상, 2005년 제6회 현대시작품상을 수상하였다.

## 저서

### 시집
- 《그들이 지구를 지배했을 때》(문학과지성사, 1996)
- 《야후!의 강물에 천 개의 달이 뜬다》(문학과지성사, 2001)
- 《세상에서 가장 가벼운 오토바이》(문학과지성사, 2007)
- 《불가능한 종이의 역사》(문학과지성사, 2012)